# Polnische Faustballnationalmannschaft der Frauen
Die polnische Faustballnationalmannschaft der Frauen ist die von den Trainern getroffene Auswahl polnischer Faustballspielerinnen. Sie repräsentieren ihr Land auf internationaler Ebene bei Veranstaltungen der European Fistball Association und der International Fistball Association.

## Internationale Erfolge
2018 plant die polnische Faustballnationalmannschaft der Frauen ihre erste Teilnahme an einer internationalen Veranstaltung.

### Weltmeisterschaft
| - 2018 in Österreich: 6. Platz (von 11) |

### Europameisterschaft
| - 2019 in Tschechien: 5. Platz (von 9) |

## Team

### Aktueller Kader
Der Kader für die Faustball-Weltmeisterschaft der Frauen 2018:
- #1 Elżbieta Łojas (Allround)
- #2 Nadia Siedlecka (Allround)
- #3 Klaudia Nagler-Skroban (Allround)
- #4 Karina Mierzyńska-Grys (Abwehr)
- #5 Agata Józefowicz (Allround)
- #6 Wioleta Franczyk (Abwehr)
- #7 Dominika Frydrych (Angriff)
- #8 Marika Chilicka (Allround)
- #9 Karolina Olszewska (Zuspiel)
- #10 Kinga Guszcza (Abwehr)

### Trainer
| Name               | Funktion     |
| ------------------ | ------------ |
| Mario Schmidt      | Trainer      |
| Lina Schmidt       | Co-Trainerin |
| Robert Sczerbaniuk | Teammanager  |

## Länderspiele
Aufgelistet sind alle Spiele, die die Frauenfaustballnationalmannschaft Polens in seiner bisherigen Zeit bestritt.
| Datum         | Ergebnis | Gegner      | Austragungsort | Anlass                             | Bemerkungen      |
| ------------- | -------- | ----------- | -------------- | ---------------------------------- | ---------------- |
| 24. Juli 2018 | 1:2      | Italien     | Linz           | Faustball-Weltmeisterschaft 2018   |                  |
| 24. Juli 2018 | 0:2      | Serbien     | Linz           | Faustball-Weltmeisterschaft 2018   |                  |
| 25. Juli 2018 | 1:2      | Argentinien | Linz           | Faustball-Weltmeisterschaft 2018   |                  |
| 25. Juli 2018 | 0:2      | Deutschland | Linz           | Faustball-Weltmeisterschaft 2018   |                  |
| 25. Juli 2018 | 2:0      | Tschechien  | Linz           | Faustball-Weltmeisterschaft 2018   |                  |
| 26. Juli 2018 | 2:0      | Neuseeland  | Linz           | Faustball-Weltmeisterschaft 2018   |                  |
| 26. Juli 2018 | 0:3      | Deutschland | Linz           | Faustball-Weltmeisterschaft 2018   |                  |
| 26. Juli 2018 | 3:1      | Italien     | Linz           | Faustball-Weltmeisterschaft 2018   |                  |
| 27. Juli 2018 | 0:3      | Brasilien   | Linz           | Faustball-Weltmeisterschaft 2018   |                  |
| 28. Juli 2018 | 0:3      | Argentinien | Linz           | Faustball-Weltmeisterschaft 2018   | Spiel um Platz 5 |
| 19. Juli 2019 | 1:2      | Serbien     | Lázně Bohdaneč | Faustball-Europameisterschaft 2019 |                  |
| 19. Juli 2019 | 2:0      | Belgien     | Lázně Bohdaneč | Faustball-Europameisterschaft 2019 |                  |
| 19. Juli 2019 | 0:2      | Schweiz     | Lázně Bohdaneč | Faustball-Europameisterschaft 2019 |                  |
| 20. Juli 2019 | 0:3      | Österreich  | Lázně Bohdaneč | Faustball-Europameisterschaft 2019 |                  |
| 20. Juli 2019 | 3:0      | Italien     | Lázně Bohdaneč | Faustball-Europameisterschaft 2019 | Spiel um Platz 5 |